# Krystyna Bogdańska
Krystyna Bogdańska, po mężu Lizurej (ur. 12 lutego 1956 w Szprotawie) – polska koszykarka, medalistka mistrzostw Polski, reprezentantka Polski.

## Kariera sportowa
Karierę rozpoczęła w Szprotavii Szprotawa. Następnie została zawodniczką Spójni Gdańsk, z którą zdobyła cztery tytuły wicemistrzyni Polski (1978, 1979, 1980, 1981) i brązowy medal mistrzostw Polski (1986).
Z reprezentacją Polski juniorek zdobyła wicemistrzostwo Europy w 1975. Z reprezentacją Polski seniorek zagrała na mistrzostwach Europy w 1976 (6 m.) i 1978 (5 m.).